# Елешница (приток на Струма)
Вижте пояснителната страница за други значения на Елешница.
Елешница е река в Западна България, област Кюстендил, общини Кюстендил и Невестино, десен приток на река Струма. Дължината ѝ е 59 km и я отрежда на 66-о място сред реките на България. Отводнява южните и източни части на Осоговска планина и историко-географската област Пиянец. Река Елешница е четвъртият по големина приток на Струма след реките Струмешница, Драматица (в Гърция) и Драговищица.
Река Елешница извира на 2173 m н.в. в Осоговска планина, на 400 m югозападно от връх Руен (2251 m), първенецът на планината. По цялото си протежение тече в дълбока, на места проломна и слабо залесена долина, с отделни малки долинни разширения. Първите 17 km, до село Раково тече в югоизточна посока, успоредно на държавната граница със Северна Македония. След това завива на североизток и до село Ваксево запазва това си направление през историко-географската област Пиянец, като тук отдясно получава най-големия си приток Ваксевска река (Речица). След това Елешница завива на север, а при село Четирци рязко на изток и след 2 km се влива отдясно в река Струма на 437 m н.в., преди навлизането на последната в живописния Скрински пролом.
Водосборният басейн на реката е с площ от 358 km2, което представлява 2,07% от водосборния басейн на река Струма. Границите на водосборния басейн са следните:
- на север, северозапад и югоизток – с водосборните басейни на реките Соволянска Бистрица, Банщица, Новоселска река, Гращица и Копривен, десни притоци на Струма;
- на югозапад, по билото на Осоговска планина – с водосборния басейн на река Вардар, вливаща се в Егейско море.

Основни притоци: → ляв приток, ← десен приток
- ← Мурин дол
- → Църна река
- ← Криви дол
- → Млачка река
- → Добра река
- ← Студения дол
- ← Вълчо дере
- ← Клетия дол
- ← Раковска река
- ← Страшни дол
- ← Свинарника
- ← Ваксевска река (Речица, най-голям приток)
- ← Дълбоки дол
- → Еремийска река

Река Елешница е с преобладаващо дъждовно-снежно подхранване, като максимумът е през месец април, а минимумът – август. Среден годишен отток: при село Ваксево – 3,77 m3/s. Реката е с най-голямата мътност на водите от всички български реки.
По течението на реката са разположени 7 села:
- Община Кюстендил – Сажденик;
- Община Невестино – Чеканец, Раково, Страдалово, Ваксево, Друмохар, Четирци.

Въпреки големите водни количества на реката водите ѝ са слабо използвани и то главно за напояване в ограничените земеделски земи в малките ѝ долинни разширения.
На протежение от 10,8 km по десния бряг на реката между селата Четирци и Ваксево преминава участък от третокласен път III-622 от Държавната пътна мрежа Невестино – Ваксево – ГКПП „Невестино“.

## Топографска карта
- Лист от карта K-34-70. Мащаб: 1 : 100 000.